# Дворец эмира Бухарского (Железноводск)
Дворе́ц эми́ра Буха́рского — дворцовый ансамбль в курортном парке города Железноводска на территории нынешнего санатория имени Эрнста Тельмана (северный корпус). Памятник архитектуры начала XX века, объект культурного наследия федерального значения. Вторая крупная резиденция эмира в России (первый дворец, принадлежавший ему, находится в Ялте).

## История
Бухарский эмир Сеид-Ахад-Богодур-Хан часто бывал на Кавказских Минеральных Водах (КМВ) и решил обзавестись летней резиденцией. В 1905 году по высочайшему повелению в его собственность отведён земельный участок площадью 1,7 квадратных сажен (0,77 га). Спроектировано гражданским инженером Владимиром Николаевичем Семёновым, возведено главным архитектором управления Кавказских Минеральных Вод Иваном Ивановичем Байковым и гражданским архитектором В. Ф. Циммерманом. Дворец построен в течение пяти лет (1907—1912), став летней резиденцией эмира Бухары на Кавказских Минеральных Водах. По случаю окончания строительства Байков и Циммерман заказали серебряное блюдо за 200 рублей для подношения «хлеба-соли» новому хозяину, эмиру Тюра-Джан-мирза-Алим-Хану. Он стал новым эмиром Бухары в 1910 году после смерти отца. Занятый начавшимися волнениями на родине и посчитав смерть рабочего во время строительства дворца плохой приметой, в 1913 году он передал здание «Человеколюбивому обществу императрицы Марии Фёдоровны» в память 300-летия царствования дома Романовых. Эмирскую дачу отдали под «благотворительный санаторий для лиц женского педагогического персонала».
В 1912 году вступили в строй новые Верхние минеральные ванны на 30 кабин (60 ванн) по проекту архитектора Кузнецова А. И.. За свою работу архитектор удостоился золотого портсигара с бриллиантовым орлом. Открывшийся здесь в 1914 году санаторий прервал свою работу с началом Первой мировой войны, когда начал исполнять функции лазарета.
После революции 1917 года здание вновь стали использовать как санаторий. С 1920 года в здании дворца размещался санаторий Цусстраха на 80 коек. В 1930—1950-е годы здесь функционировал санаторий № 41 ВЦСПС, а начале 1960-х годов название сменили на «Ударник». В годы Второй мировой войны бывшая дача эмира во время военных действий на Северном Кавказе в 1942—1943 годах была повреждена, а в сохранившемся здании разместился госпиталь № 2164/5435. Здание дворца в 1970-х годах вошло в состав санатория им. Э. Тельмана.
Решением исполкома Ставропольского краевого Совета народных депутатов от 01.10.1981 № 702 «северный корпус санатория им. Э. Тельмана (бывшая дача эмира Бухарского), где в 1924 году отдыхала Клара Цеткин, в 1929 году отдыхали М. И. Ульянова и Н. К. Крупская», объявлен памятником истории федерального значения.
В 2017 году здание дворца передано одной из компаний, работающих на территории КМВ, в аренду под гостиницу сроком на 49 лет.

## Архитектура
Главное здание — двухэтажное кирпичное строение дворцового типа, создано в «псевдомавританском стиле и имеет основные черты дачного модерна», являясь эклектичным соединением. Главный фасад состоит из прямоугольной башни с балконом (минарета), пештака и угловой квадратной башни с куполом и верандой. Мастера Бухары и Хорезма выполнили затейливую резьбу в виде национальных узбекских орнаментов, украсили стены керамическими плитами с растительным орнаментом («арабески»). Парадный вход оформлен в виде полукруглой аркады на чугунных колоннах с мавританскими капителями и ступенчатом основании. К нему ведёт каменная лестница в несколько маршей, украшенная скульптурами львов.
Дворец имеет сложную планировку со множеством лестниц, коридоров и переходов. В парадной части находятся помещения, предназначавшиеся для аудиенций. В них сохранилась отделка потолков, а в гостиной уцелел большой камин с изразцами. Ансамбль неоднократно перестраивался, из-за чего ажурный перекидной мостик, ведущий к служебным помещениям, заменён на закрытый коридор, а в стену фасада на первом этаже вделано окно с современными прорезями. Внутренний дворик искажён прямоугольником санаторного клубного помещения.
На территории усадьбы располагались здание гарема, а также ряд хозяйственных построек (конюшня, ледники, помещения для слуг и т. д.). Вокруг самой усадьбы была возведена чугунная ограда, в юго-восточной части которой строители соорудили входной портал с прямоугольным проёмом и деревянными дверями. Над входом «была сделана арабской вязью приличествующая этому месту надпись», означающая «Добро пожаловать!».

## Галерея

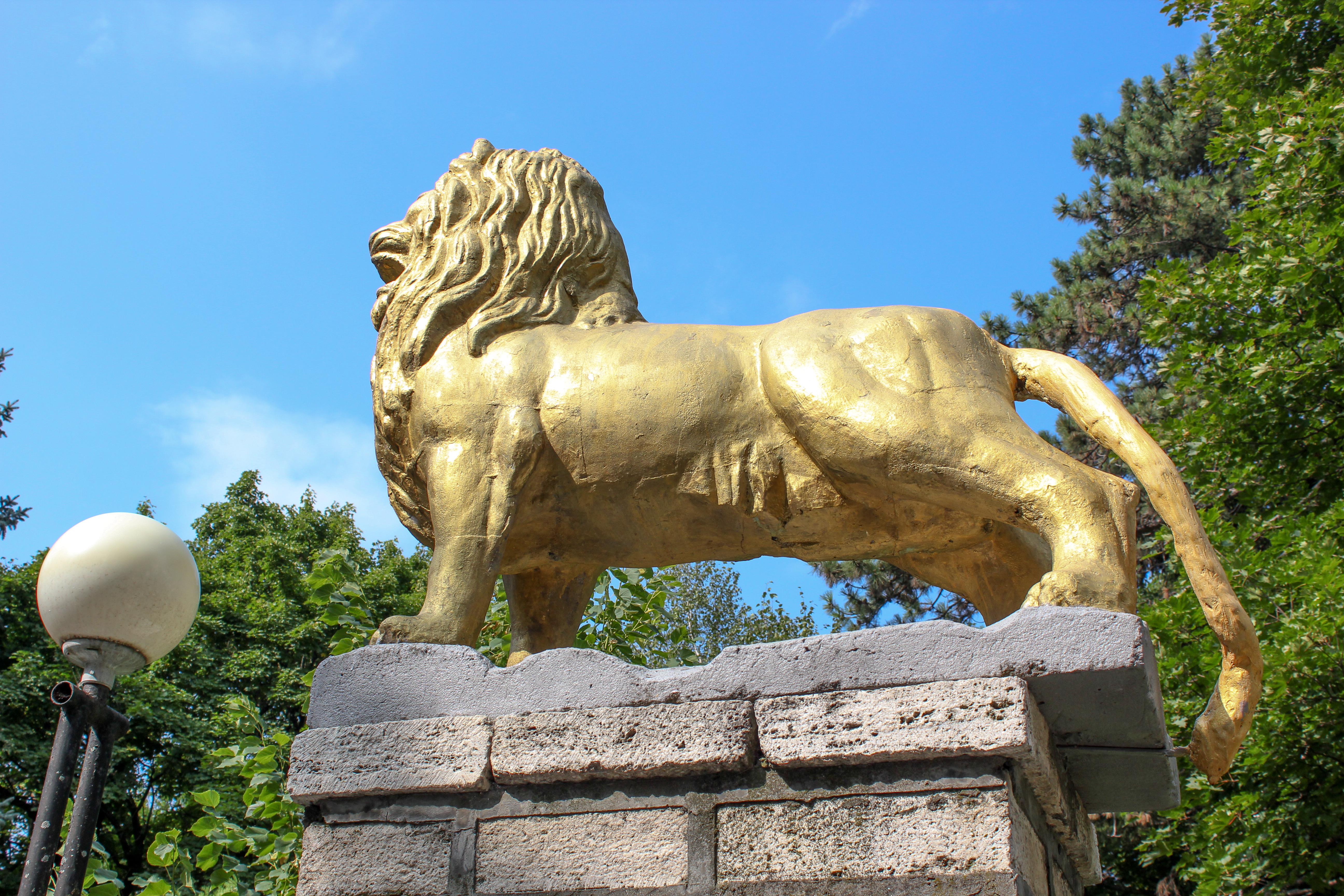
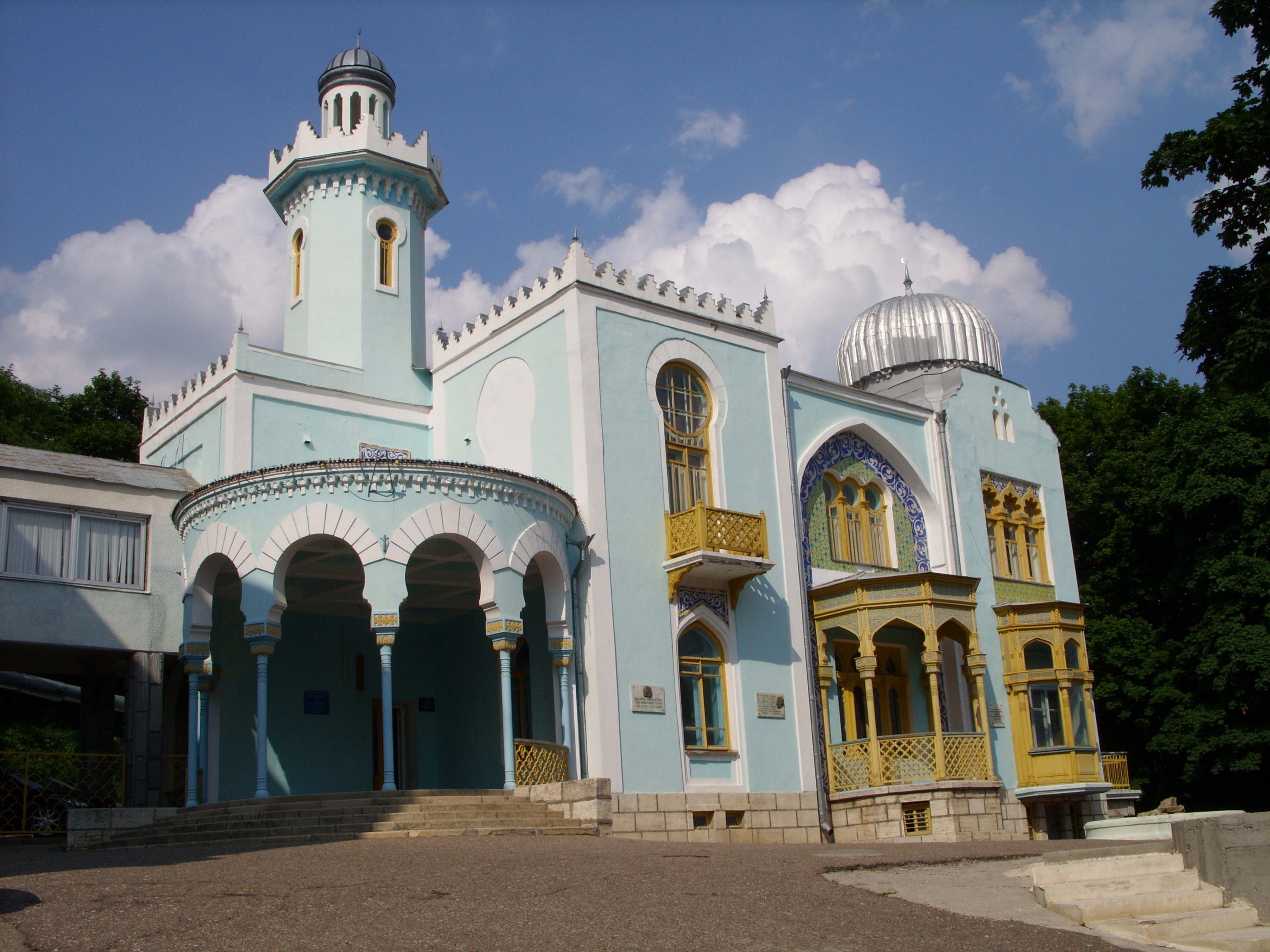
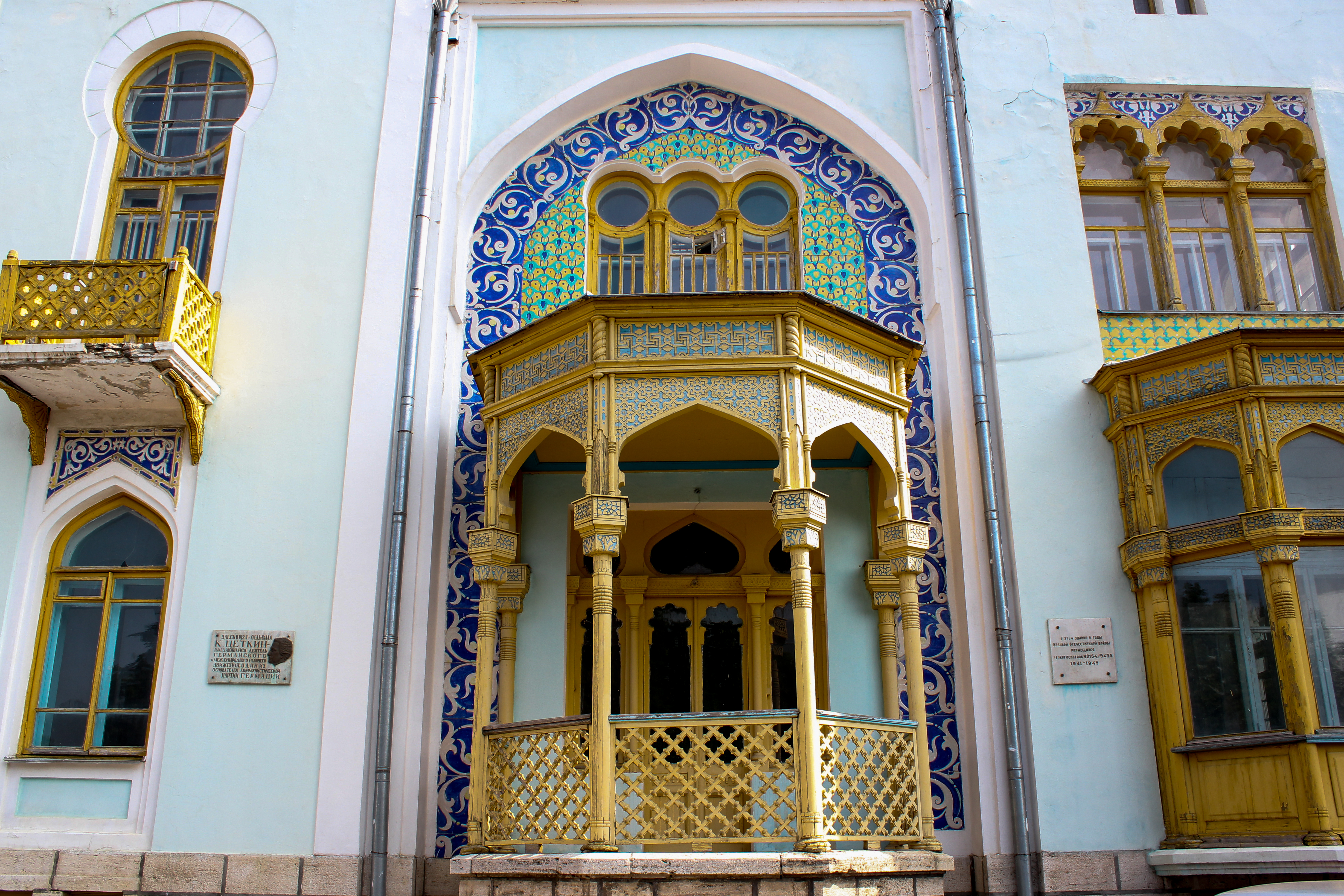
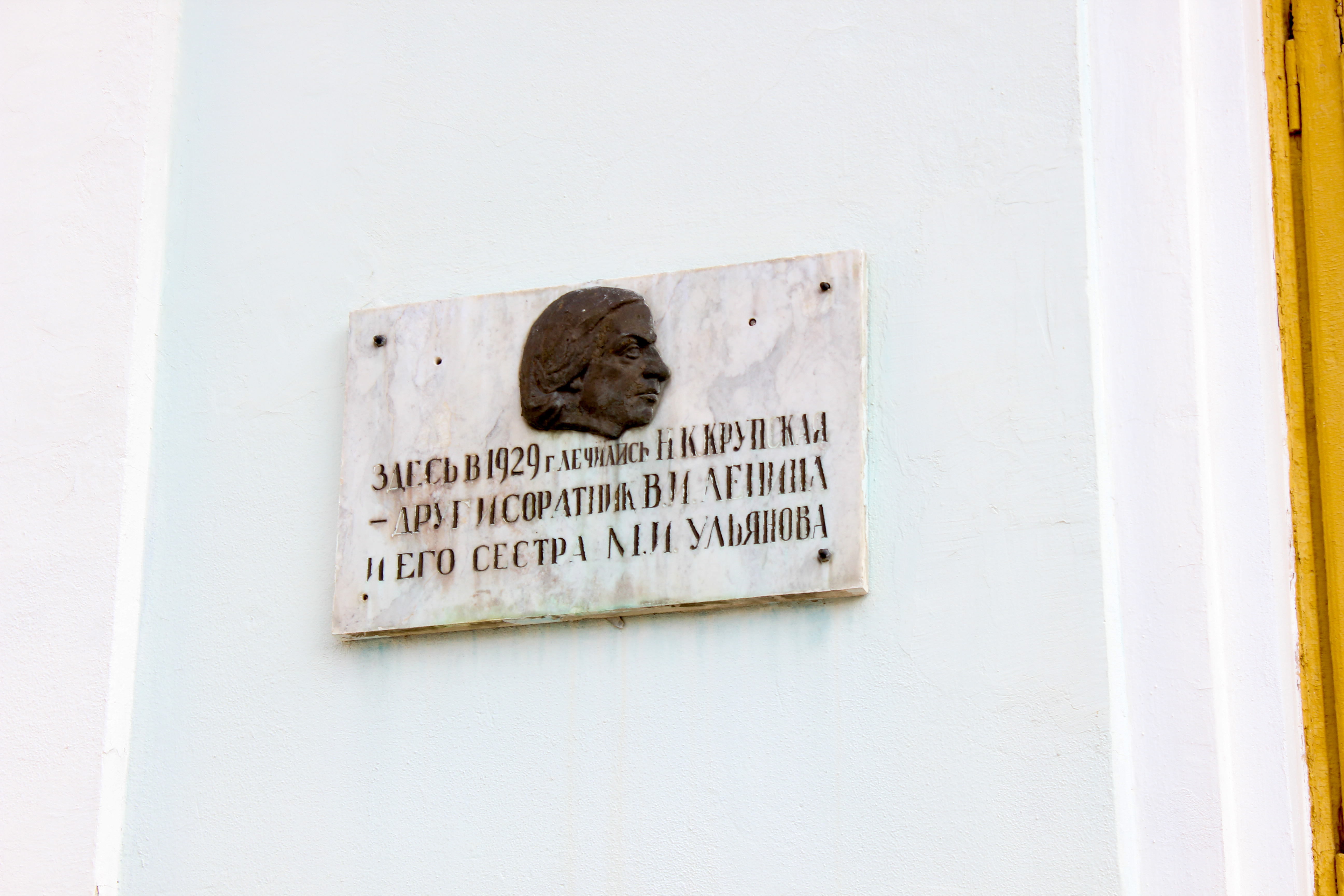
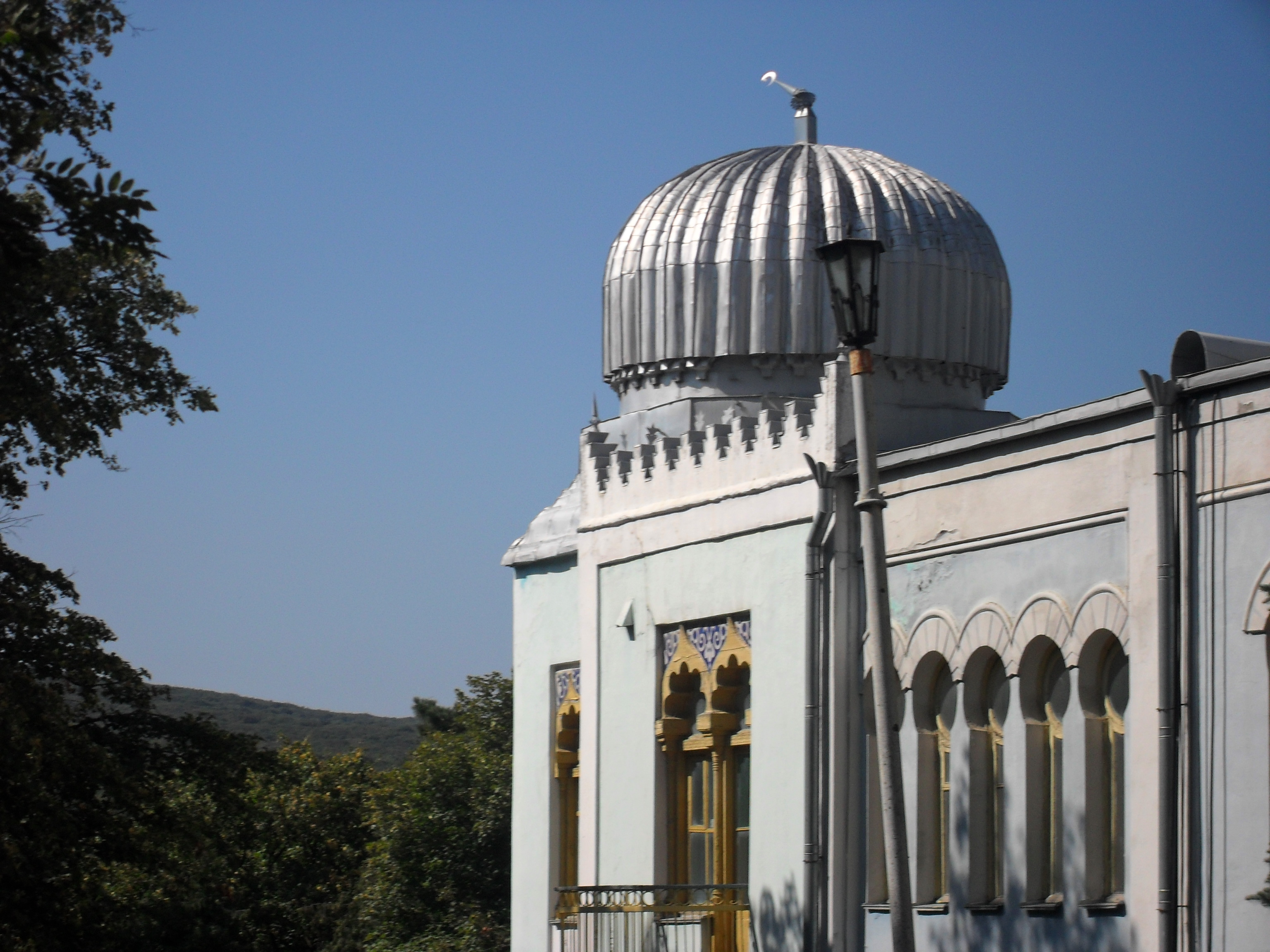
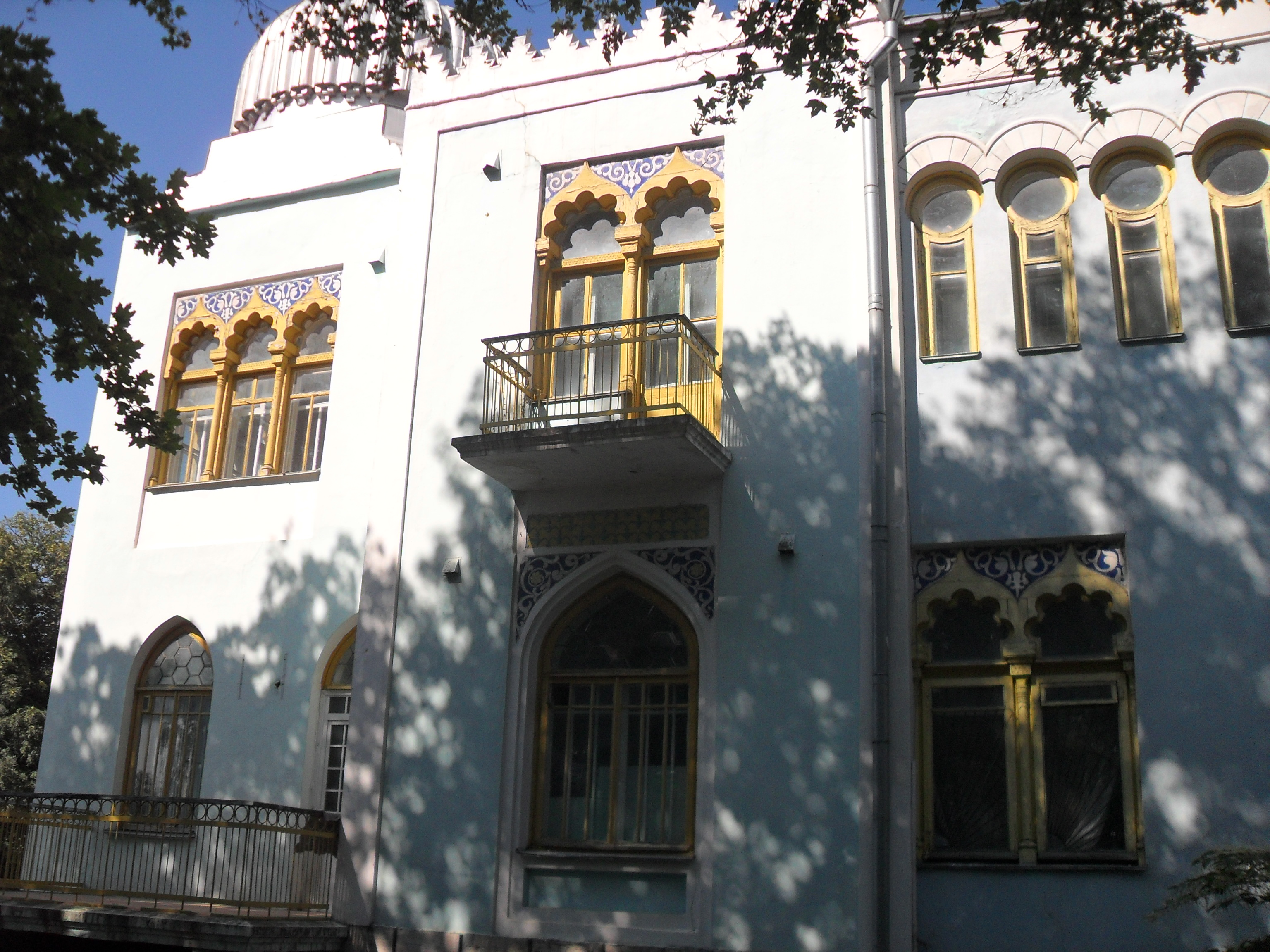
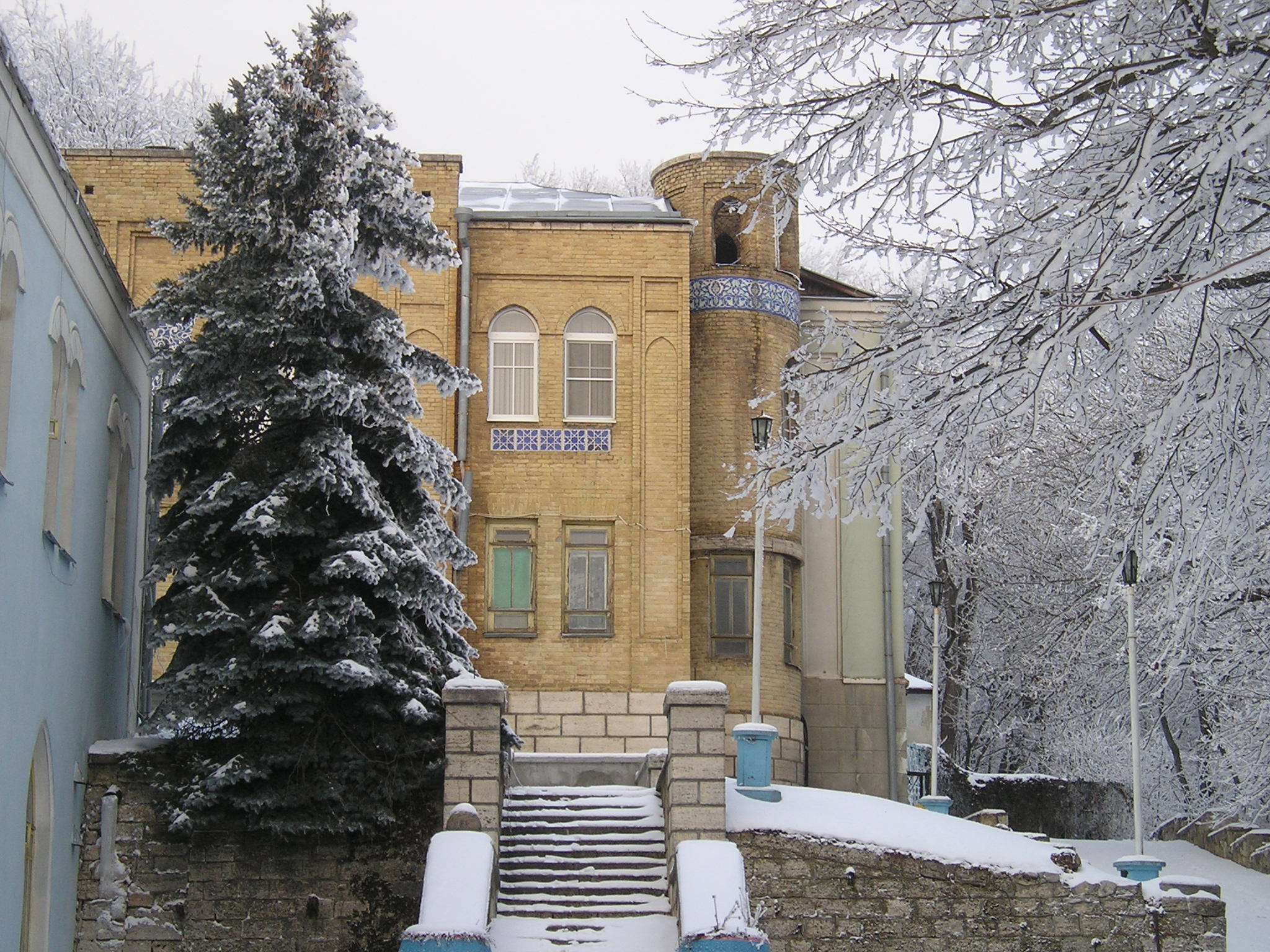
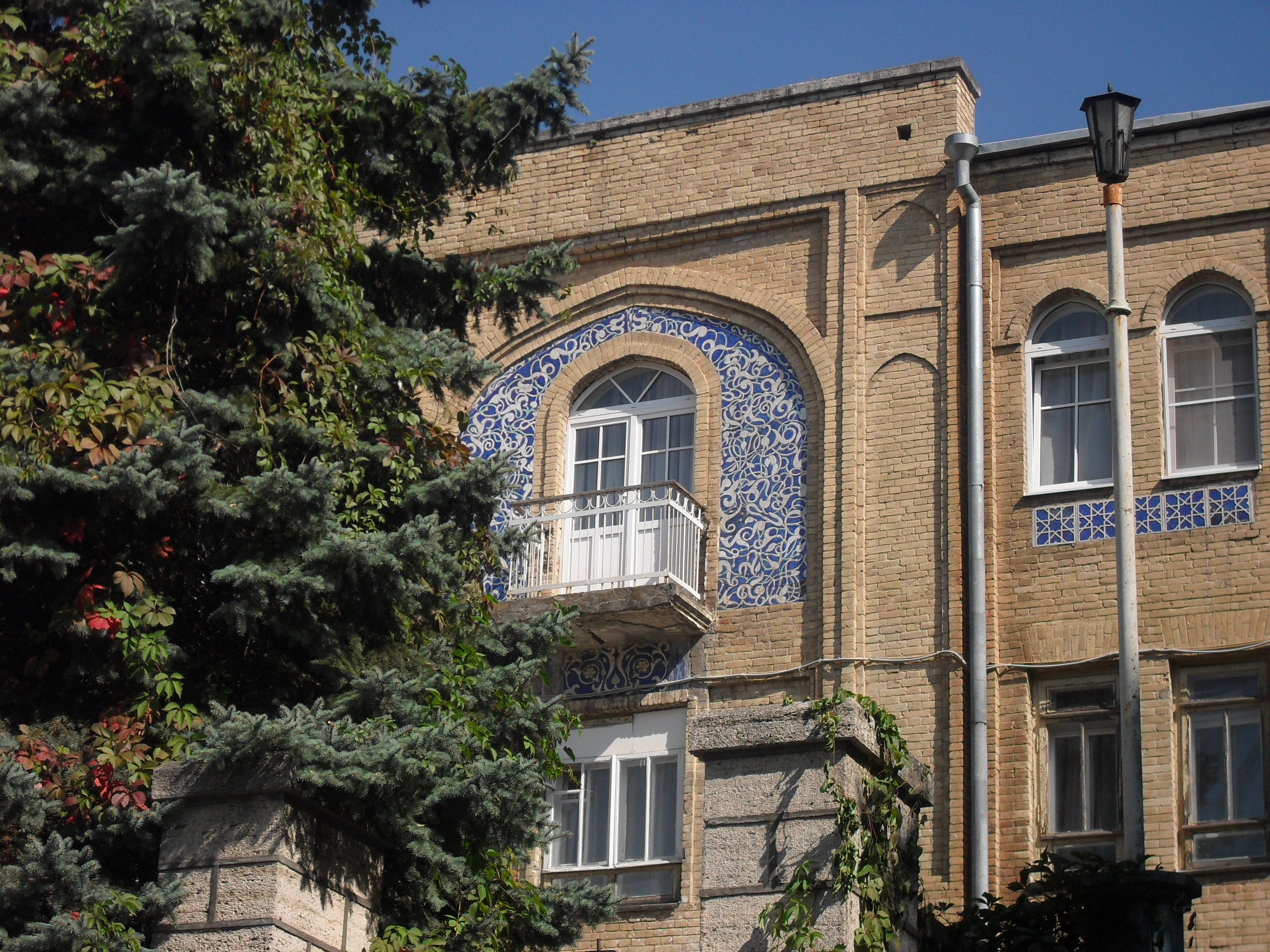